# Poltys laciniosus
Poltys laciniosus är en spindelart som beskrevs av Eugen von Keyserling 1886. Poltys laciniosus ingår i släktet Poltys och familjen hjulspindlar. Inga underarter finns listade i Catalogue of Life.